# Tom Struyf
Tom Struyf (1983) is een Vlaams acteur, schrijver en theatermaker. Hij studeerde in 2007 af als acteur aan de Toneelacademie Maastricht. Daarnaast volgde hij een opleiding tot landschapsontwerper aan de Hogeschool Van Hall Larenstein in Velp, Nederland. De voorbije jaren creëerde en speelde Struyf de voorstellingen De Tatiana Aarons Experience (2010), Vergeetstuk (2012), Another great year for fishing (2014), Remember the dragons (2017) ism. het Antwerpse theatergezelschap BERLIN, Dier (2020) en Finding Willard (2022). Struyf werkte ook samen met het gezelschap De Nwe Tijd voor de voorstelling Heimat (2013).

## Biografie
Van kinds af aan droomde Struyf ervan om toneel te spelen en te tuinieren, twee domeinen die hij later in zijn professionele leven met elkaar verenigde. In het podiumkunstentijdschrift Etcetera getuigde Struyf over hoe hij als 14-jarige de tuin van zijn ouders aanlegde, met een vijver en een serre. "Ik begon als een bezetene planten te kweken", aldus Struyf. Op zijn 16de twijfelde hij tussen de kunsthumaniora en de tuinbouwschool maar een geslaagde toelatingsproef voor die eerste gaf de doorslag. Via de Toneelacademie Maastricht kwam Struyf uiteindelijk in de wereld van het theater terecht. Maar na tien jaar voorstellingen maken, was Struyf de interesse in het toneelspelen kwijtgeraakt. Op zoek naar een nieuwe uitdaging, keerde hij terug naar de liefde van het tuinieren en volgde een opleiding tot landschapsontwerper. Hoewel Struyf de artistieke vrijheid miste die voor het theater zo typerend was, sloeg de motor van de theatermaker weer aan. Een lezing van landschapsarchitecte Hannah Schubert was daarin doorslaggevend. Tijdens het laatste jaar van zijn studie begon Struyf aan de voorstelling Finding Willard, over de ruïnes van een voormalige psychiatrische instelling in Willard, een klein dorpje in de Verenigde Staten nabij de grens met Canada. Hij gebruikte deze bijzondere locatie voor zijn eindexamen; landschap en theater haakten plots naadloos in elkaar.

## Werk
De voorstellingen van Struyf zijn een gedeelde persoonlijke zoektocht naar de vermenging van feit en fictie, hoe we ons verhouden tegenover verleden en toekomst, en de invloed van maatschappelijke veranderingen op het leven van mens en gemeenschap. Zijn voorstellingen hebben steeds een multidisciplinair karakter; ze zijn zowel documentaire als theater, film als performance.

## Onderscheidingen
- De Tatiana Aarons Experience werd geselecteerd voor Circuit X in het kader van Het Theaterfestival 2011
- Vergeetstuk werd geselecteerd voor Circuit X in het kader van Het Theaterfestival 2013
- Vergeetstuk werd door auteursvereniging SACD geselecteerd voor de shortlist van de Auteursprijs 2013
- Heimat werd geselecteerd voor Circuit X in het kader van Het Theaterfestival 2014
- Another great year for fishing werd geselecteerd voor Stückemarkt, Theatertreffen 2015 (Berlijn)